# Sam Sullivan
Pour les articles homonymes, voir Sam Sullivan (homonymie) et Sullivan.
Sam Sullivan est un personnage fictif de la série télévisée The Loop. Il est interprété par l'acteur américain Bret Harrison.